# Фонтен (Саона и Лоара)
Фонтен (фр. Fontaines) насеље је и општина у источном делу централне Француске у региону Бургоња, у департману Саона и Лоара која припада префектури Шалон сир Саон.
По подацима из 2011. године у општини је живело 2006 становника, а густина насељености је износила 81,12 становника/km². Општина се простире на површини од 24,73 km². Налази се на средњој надморској висини од 197 метара (максималној 315 m, а минималној 183 m).

## Демографија
| 1962. | 1968. | 1975. | 1982. | 1990. | 1999. | 2011. |
| ----- | ----- | ----- | ----- | ----- | ----- | ----- |
| 1.315 | 1.438 | 1.456 | 1.596 | 1.839 | 1.947 | 2.006 |

График промене броја становника у току последњих година